# Stalachtis coronis
Stalachtis coronis är en fjärilsart som beskrevs av Hans Ferdinand Emil Julius Stichel 1929. Stalachtis coronis ingår i släktet Stalachtis och familjen juvelvingar. Inga underarter finns listade i Catalogue of Life.